# U2: Rattle and Hum
Rattle and Hum ist ein von dem Regisseur Phil Joanou gedrehter Dokumentarfilm und Rockumentary über U2s Joshua Tree Tour, der am 27. Oktober 1988 im Savoy Cinema in Dublin Premiere hatte.
Trotz der unbestrittenen Qualität des Films wurde Rattle and Hum einer der größten Misserfolge der Bandgeschichte. Ursprünglich war die Veröffentlichung der auf die Fans zugeschnittenen Dokumentation nur in einigen ausgewählten Kinos geplant. Der spätere Vertriebspartner Paramount Pictures beschloss aber, die Anzahl der bespielten Säle von einigen hundert auf mehrere tausend zu erhöhen. Die damit verbundene viel zu groß angelegte Promotion konnte nicht verhindern, dass der Film nach dem ersten guten Wochenende gewaltige Zuschauerrückgänge zu verzeichnen hatte. Parallel zu dem Filmstart wurde von der Band auch das Konzertalbum Rattle and Hum veröffentlicht.

## Inhalt
Titelliste
- Helter Skelter
- Van Diemen’s Land
- Desire
- Exit
- I Still Haven’t Found What I’m Looking For
- Silver and Gold
- Angel of Harlem
- All Along the Watchtower
- In God’s Country
- When Love Comes to Town
- Heartland
- Bad
- Where the Streets Have No Name
- MLK
- With or Without You
- Bullet the Blue Sky
- Running to Stand Still
- Sunday Bloody Sunday
- Pride (In the Name of Love)
- All I Want Is You